# Historia kolei w Bydgoszczy

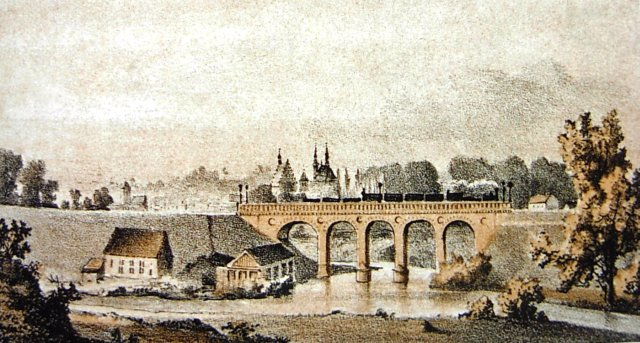
Litografia Juliusa Gretha z 1853 r. przedstawiająca nowo wybudowany most kolejowy

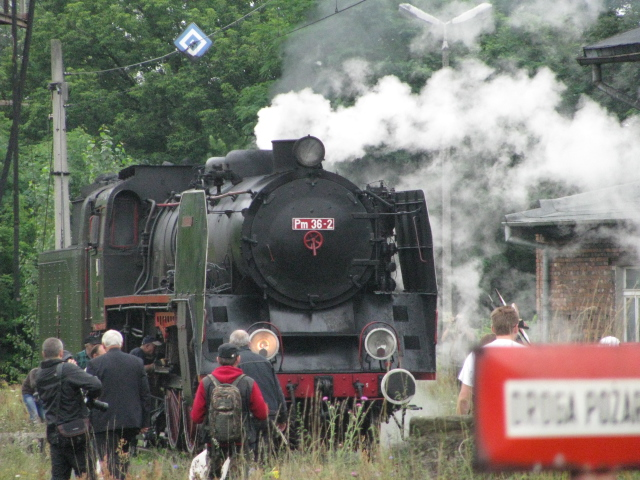
Obchody 160-lecia kolei w Bydgoszczy

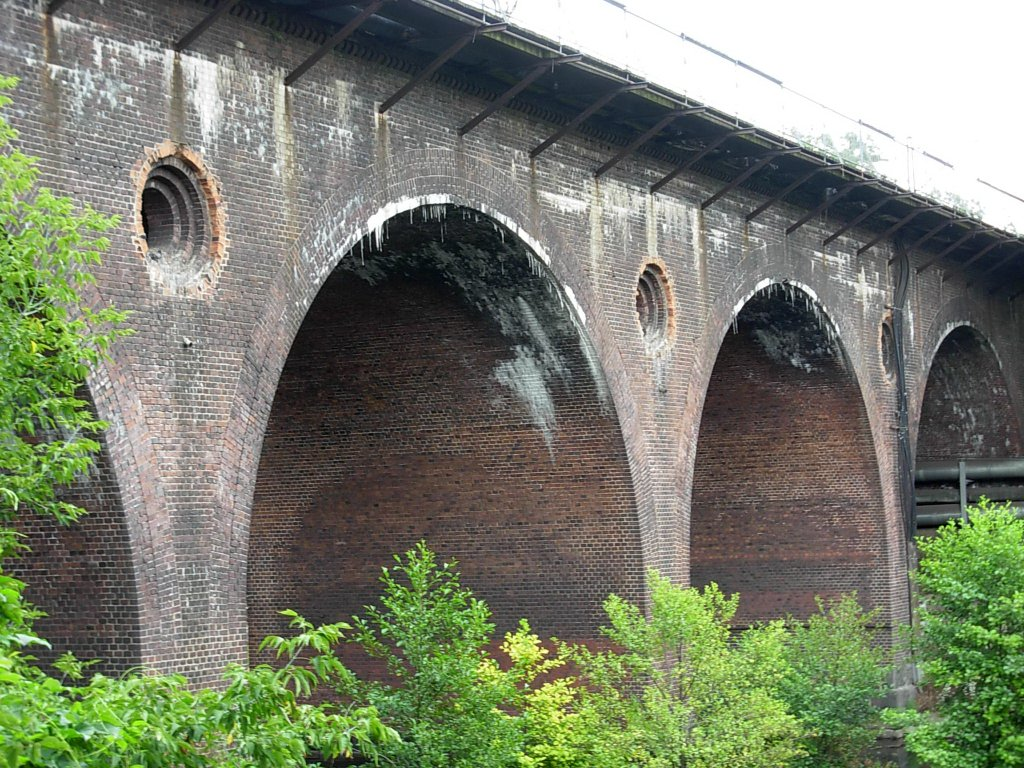
Mosty kolejowe – stan z 2008 roku

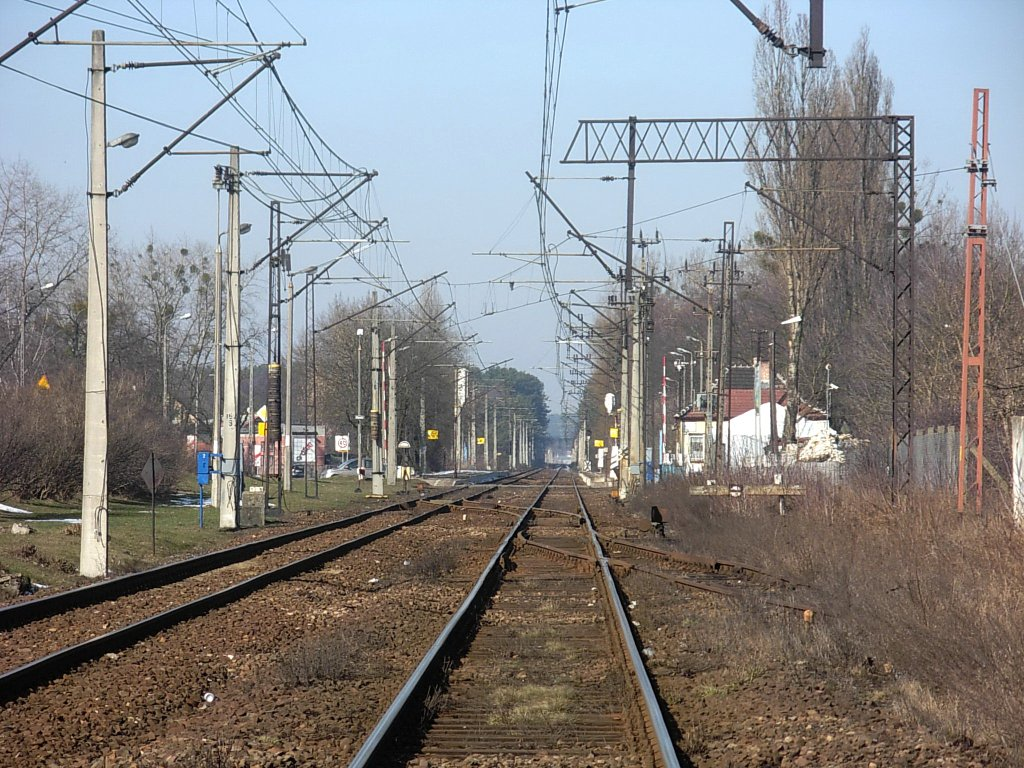
Linia nr 18 (dawna Pruska Kolej Wschodnia w kierunku Piły, zbud. w 1851) na osiedlu Flisy, rozbudowana do dwóch torów w 1889

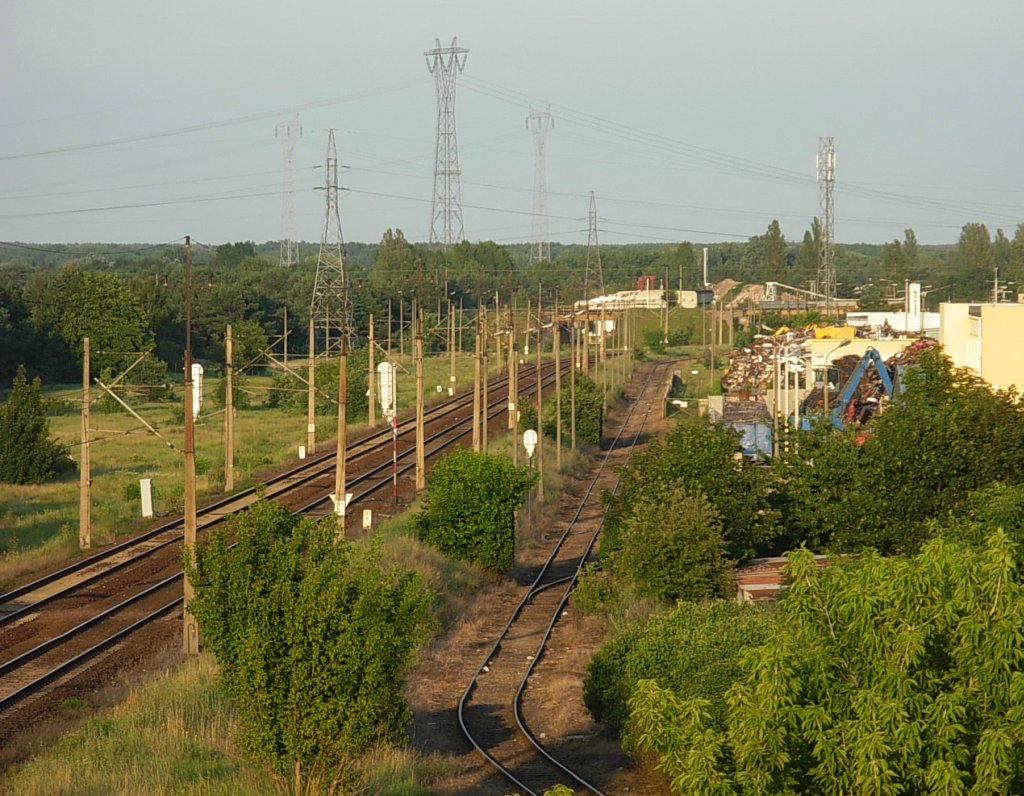
Linia nr 18 (dawna Kolej Warszawsko-Bydgoska, zbud. w 1861) na Siernieczku, rozbudowana do dwóch torów w 1910

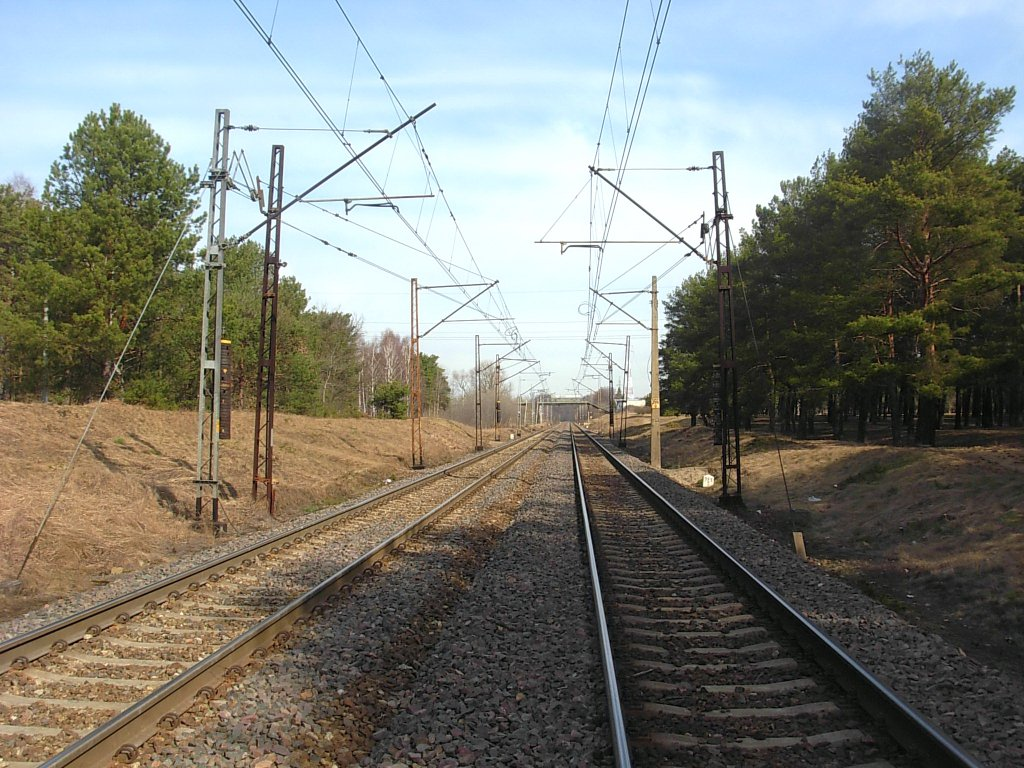
Linia nr 131 do Inowrocławia wybudowana w 1872, rozbudowana na dwutorową w 1913

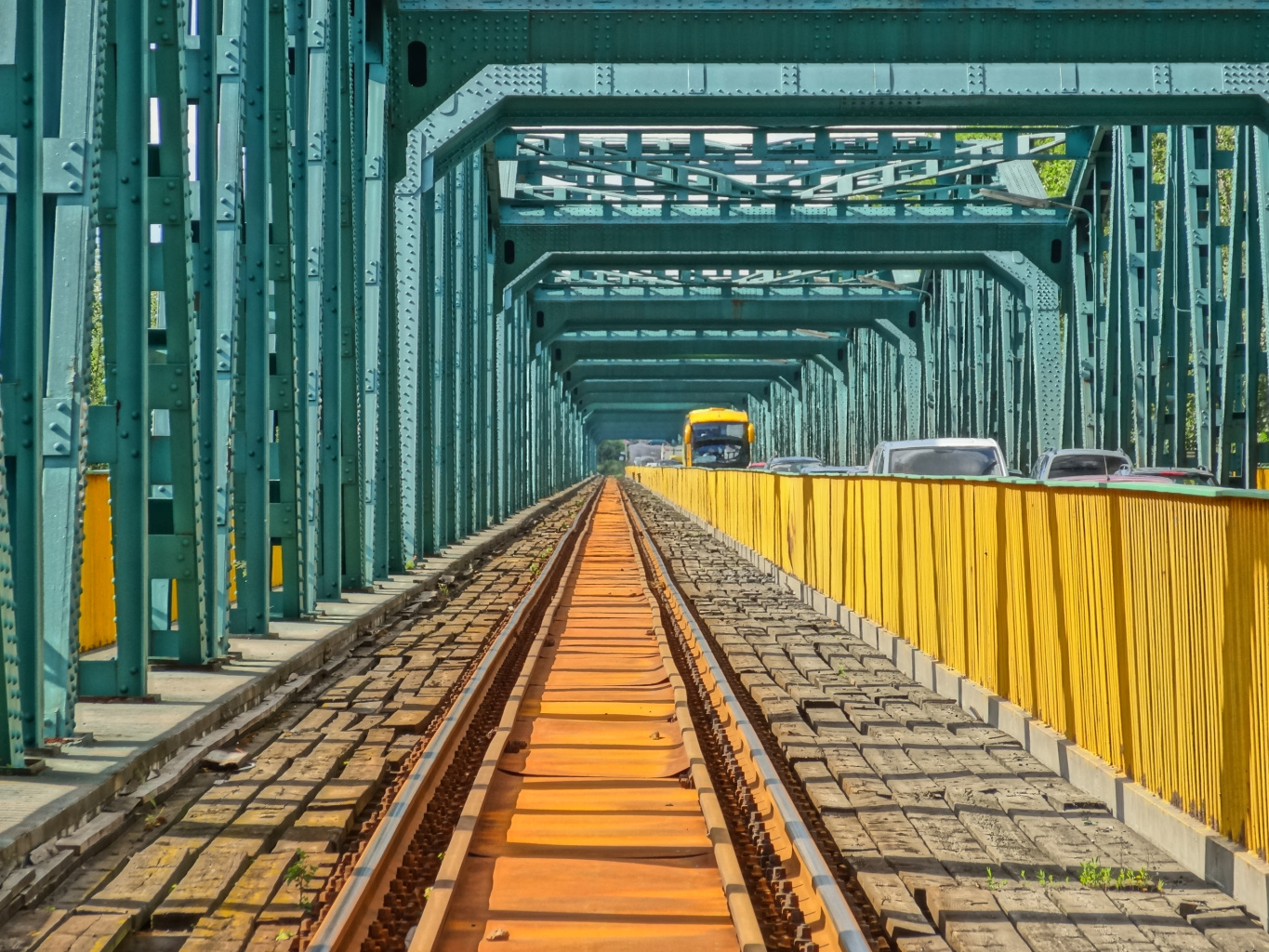
Linia nr 209 do Chełmży na moście fordońskim, zbud. w 1893

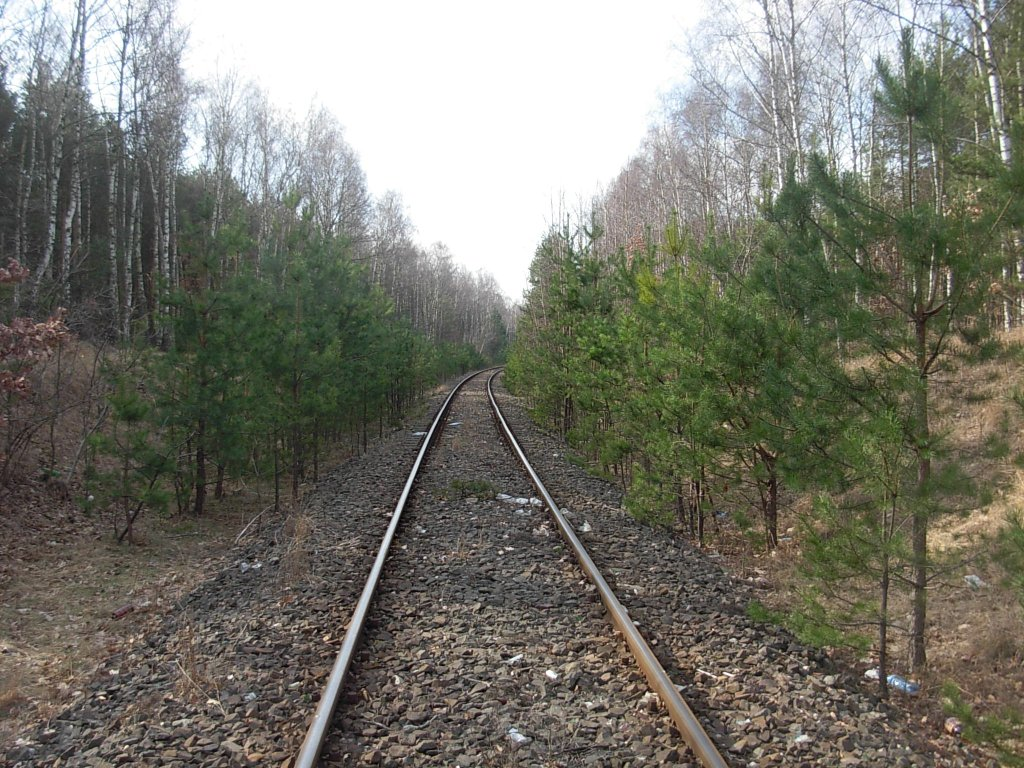
Zbudowana w 1895 linia do Żnina (obecnie linia nr 356)

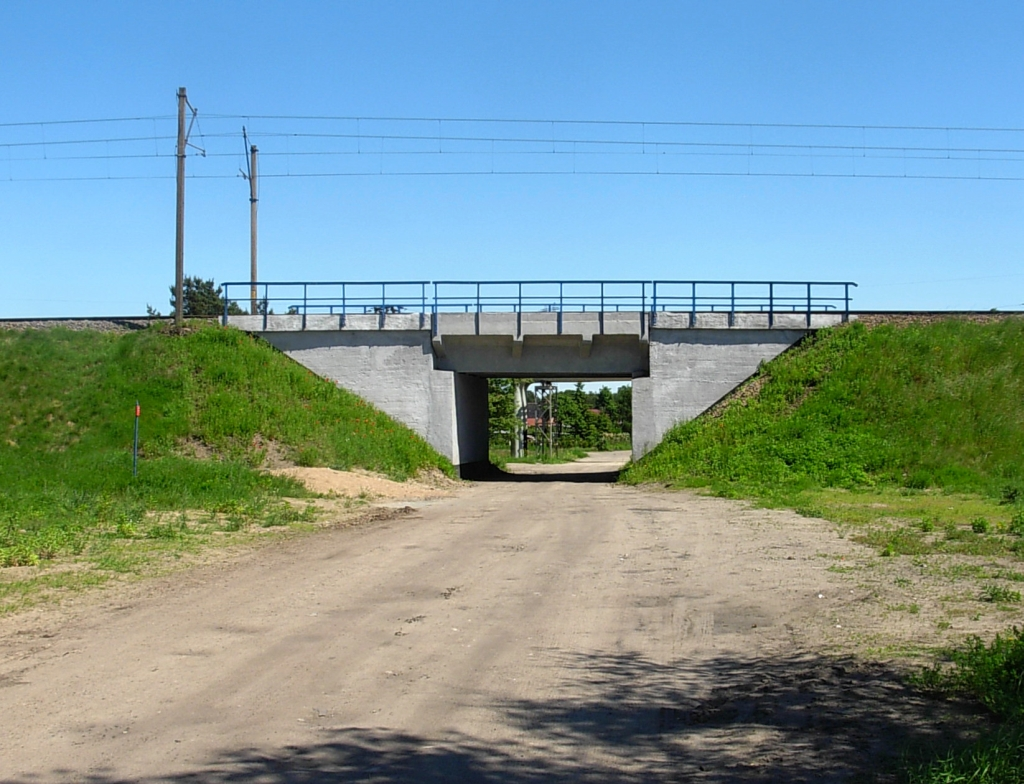
Wiadukt magistrali węglowej, wybudowany w 1930 nad ul. Kapliczną

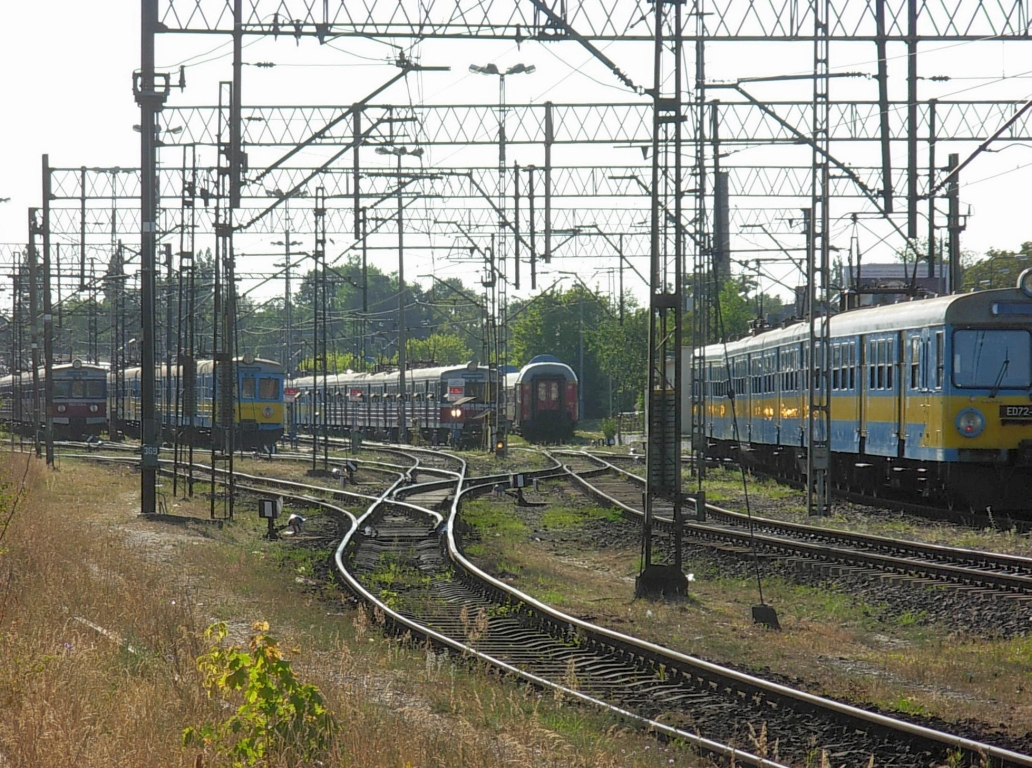
Bocznice kolejowe przy ul. Kamiennej

Historia kolei w Bydgoszczy rozpoczęła się w 1851 roku, kiedy włączono Bydgoszcz w plany związane z budową kolei na wschodnich terenach państwa pruskiego. Spowodowało to powstanie koniunktury gospodarczej i stało się jednym z czynników przyszłego rozwoju ekonomicznego.

## Okres pruski
Początki Bydgoskiego Węzła Kolejowego wiążą się z decyzją państwa pruskiego o budowie Kolei Wschodniej (Ostbahn), która miała połączyć Berlin ze wschodnimi prowincjami państwa, docelowo z Królewcem (Königsberg) i Kłajpedą (Memel).
Początkowo budowaniem kolei zajmowało się prywatne towarzystwo akcyjne w Berlinie, które zbudowało linie kolejowe: Berlin – Szczecin (1843) i Berlin – Wrocław (1844). W 1847-1848 połączono Szczecin z Poznaniem przez Stargard i Krzyż.
Od wiosny 1843 trwały dyskusje nad trasą planowanej kolei Berlin – Królewiec. Pierwszy plan, który przewidywał poprowadzenie kolei przez Chojnice i Gdańsk został odrzucony z powodu oporu władz Gdańska, obawiających się zmniejszenia dochodów z portu morskiego. W tej sytuacji pojawił się nowy projekt trasy kolei wschodniej, od Krzyża przez Piłę, Nakło, Bydgoszcz i dalej wzdłuż Wisły do Tczewa, gdzie zaplanowano budowę mostu przez rzekę.
Innym rozpatrywanym wariantem był odcinek Frankfurt nad Odrą – Poznań – Bydgoszcz – Grudziądz.
Skutkiem odmowy miasta Gdańska w sprawie budowy linii kolejowej było uchwalenie przez parlament pruski w dniu 26 czerwca 1848 ustawy zatwierdzającej projekt budowy linii kolejowej Krzyż – Piła – Bydgoszcz – Tczew.
Z chwilą rozpoczęcia budowy Kolei Wschodniej, rząd pruski postanowił o przejęciu pod zarząd państwowy Towarzystwa Akcyjnego Budowy Kolei. W związku z tym utworzono w czerwcu 1848 Królewską Komisję Kolei Wschodnich, która swym zasięgiem obejmowała Prusy Zachodnie (Gdańsk), Pomorze (Szczecin), Prowincję Poznańską (Bydgoszcz, Poznań), Prusy Wschodnie (Królewiec). Zakresem swej działalności obejmowała projektowanie, budowę i rozbudowę szlaków komunikacyjnych Kolei Żelaznych.
Początkowo siedzibą tej instytucji była Trzcianka, ale po decyzji parlamentu pruskiego o budowie kolei wschodniej przez Bydgoszcz, została ona przeniesiona do tego miasta.
Odtąd, aż do 1895 w Bydgoszczy znajdowało się centrum decyzyjne, które kształtowało pruską politykę kolejową na obszarach położonych na wschód od Berlina.
Budowę odcinka Krzyż – Bydgoszcz rozpoczęto 26 kwietnia 1848. Pierwszy transport robotników z Berlina liczył 200 osób. W końcu września 1848 na odcinku Krzyż – Piła pracowało 1300 robotników, z czego 450 stanowili rdzenni berlińczycy. Dla zdławienia ewentualnych wystąpień rewolucyjnych, rząd pruski dokonał translokacji wojsk do miejsc robót.
Roboty ziemne na odcinku Piła – Bydgoszcz rozpoczęto we wrześniu 1848 od usypania nasypu kolejowego koło miejscowości Osiek w pow. wyrzyskim.
W maju 1851 budowa linii kolejowej osiągnęła Bydgoszcz, gdzie w budowie znajdował się gmach pierwszego dworca, oraz zaczątek warsztatów kolejowych.
W dniu 13 lipca 1851 pierwszy pociąg wjechał przez most nad Brdą (wys. 28 m) na dworzec. Oficjalnego otwarcia linii (145 km) dokonał 25 lipca 1851 osobiście w Bydgoszczy król Prus Wilhelm IV. Przed udekorowanym dworcem odbyło się widowisko, podczas którego wystąpił w strojach regionalnych zespół ludowy z Kujaw, który śpiewał po polsku.
Pierwszy pociąg dostępny dla ogółu podróżnych odjechał z Bydgoszczy 27 lipca 1851, pokonując odległość 30 km Bydgoszcz – Nakło w ciągu 50 minut. Połączenie z Berlinem odbywało się wówczas przez Szczecin, aż do 1857, kiedy otwarto linię Krzyż – Kostrzyn nad Odrą, skracającą podróż do stolicy Prus.
W latach 1851 i 1852 trwała budowa dalszego odcinka kolei wschodniej: Bydgoszcz – Tczew – Gdańsk. Linię tę o długości 162 km uruchomiono 5 sierpnia 1852 również w obecności króla pruskiego Wilhelma IV. W ten sposób Bydgoszcz uzyskała połączenie z wybrzeżem morskim i przez Elbląg (1857) połączenie z Królewcem.
W 1861 z inicjatywy rządu pruskiego rozpoczęto budowę Kolei Warszawsko-Bydgoskiej, które było pierwszym połączeniem północnych Niemiec z Rosją. Po stronie pruskiej powstał odcinek Bydgoszcz – Toruń – Otłoczyn, a po rosyjskiej odcinek od granicy przez Włocławek do Łowicza, gdzie linia łączyła się z Koleją Warszawsko-Wiedeńską.
Odtąd Bydgoszcz stała się jednym z ważniejszych na wschodzie Prus węzłów kolejowych. Aż do czasu budowy linii Gdańsk – Szczecin (1870), Poznań – Olsztyn (1872) i Piła – Chojnice – Tczew (1873) przez Bydgoszcz przechodził cały tranzyt kolejowy z Rosji i Prus Wschodnich do Berlina.
W kolejnych latach dokonywano dalszej rozbudowy węzła kolejowego. Uruchomiono następujące linie:
- 26 maja 1872: linia Bydgoszcz – Inowrocław – Gniezno – Poznań (152 km)
- 1 listopada 1885: linia Bydgoszcz – Fordon, po budowie mostu przez Wisłę w 1893 przedłużona do Chełmży, Unisławia i Brodnicy (1900 r.)
- 1 października 1895: linia Bydgoszcz – Szubin – Żnin, przedłużenie tej linii przez Wągrowiec stworzyło drugą linię z Bydgoszczy do Poznania (1908)
- 18 maja 1895: linia wąskotorowa Bydgoszcz – Koronowo
- 20 września 1897: linia wąskotorowa Maksymilianowo – Włóki
- 29 kwietnia 1907: linia wąskotorowa Smukała – Maksymilianowo

Dokonywano również rozbudowy linii istniejących:
- 1889: wybudowano drugi tor na linii Piła – Bydgoszcz Główna – Laskowice Pomorskie[a], powstał również drugi most kolejowy na Brdzie,
- 1910: wybudowano drugi tor na linii Bydgoszcz Główna – Toruń Główny.
- 1913: wybudowano drugi tor na linii Bydgoszcz Główna – Inowrocław

Budowane od 1895 linie wąskotorowe należały do sieci Bydgoskich Kolei Powiatowych.
Pierwsze odcinki oddane do użytku to odcinek z Maksymilianowa do Gądecza przedłużony później do Kozielca oraz odcinek z Bydgoszczy do Koronowa z odgałęzieniem z Morzewca do Kasprowa. W tym samym roku oddano do użytku połączenie z Gościeradza przez Witoldowo, Trzemiętowo i Kasprowo do Suchar, gdzie uzyskano połączenie z budowaną równolegle Wyrzyską Koleją Powiatową. W 1907 zbudowano połączenie wschodniej i zachodniej sieci Bydgoskiej Kolei Powiatowej poprzez most na Brdzie w Smukale.
Od 1 sierpnia 1851 rozpoczął regularne kursy pociąg pospieszny do Berlina i z powrotem. Trasę z Bydgoszczy do stolicy Prus pokonywano w 12 godzin. W 1860 ze stacji bydgoskiej codziennie odchodził 1 pociąg pośpieszny, 1 osobowy i 2 pociągi towarowe.
W 1888 na dworcu bydgoskim odprawiono 214 tys. podróżnych i przewieziono 147 tys. ton towarów. Od 1898 dla wygody podróżnych kursowały piętrowe wagony kolejowe na krótkich liniach rekreacyjnych Bydgoszcz – Rynkowo, Bydgoszcz – Chmielniki.
Pasażerski ruch kolejowy przez Bydgoszcz w latach 1854–1905 wzrósł 16-krotnie.
Doprowadzenie do Bydgoszczy kolei stało się istotnym czynnikiem miastotwórczym.
W pobliżu dworca już w 1851 powstały warsztaty kolejowe, które były największym przedsiębiorstwem w mieście. W latach 80. XIX wieku liczba pracowników wszystkich fabryk w Bydgoszczy sięgała tylko połowie zatrudnionych w Głównych Warsztatach Naprawczych Kolei Wschodniej. Były to największe zakłady w rejencji bydgoskiej. Po 1890 w dziale parowozów wyprzedzały warsztaty w Berlinie i Królewcu grupując 25% ogółu krytych stanowisk naprawczych parowozów, 33% tendrów i 20% wagonów. W porywach zatrudniano tam ponad 1,5 tys. robotników, a dziennie naprawiano 80 parowozów.
Lokalizacja dworca, w pewnym oddaleniu od miasta stworzyła możliwości zabudowy od podstaw znacznego obszaru – dzisiejszego Śródmieścia. Plan urbanistyczny dla tego obszaru powstał już w 1852, a zabudowa trwała aż do końca wieku XIX. Pierwsze zabudowania powstały przy ul. Dworcowej w 1852. Były to hotele oraz ok. 100 domów mieszkalnych. Równocześnie rozpoczęto zabudowę ul. Śniadeckich. Całe zachodnie Śródmieście miało charakter dzielnicy kolejowej, gdyż zamieszkiwali w niej pracownicy warsztatów kolejowych, a w latach następnych osiedlali się również pracownicy powstających w sąsiedztwie przedsiębiorstw i fabryk. W dzielnicy tej zbudowano również okazały gmach Dyrekcji Kolei Wschodniej.
W miarę rozwoju połączeń kolejowych, wzrostu przewozów i rozrostu Dyrekcji Kolei Wschodniej pojawiła się konieczność rozbudowy dworca kolejowego. W 1861 przy okazji budowy Kolei Warszawsko-Bydgoskiej gmach dworca znacznie powiększono, a w 1870 wybudowano dworzec zewnętrzny u wylotu ul. Dworcowej, w którym zlokalizowano kasy biletowe, odprawę bagażu oraz wejścia do podziemnych przejść na poszczególne perony.
W latach 1872–1875 przy dworcu zbudowano Urząd Ekspedycji Pocztowej.
W 1913 po pożarze poprzednika, wybudowano nowy gmach dworca zewnętrznego z wieżą zegarową.
Obok dworca głównego powstały również mniejsze dworce i przystanki kolejowe: Bydgoszcz Wąskotorowa, Bydgoszcz Wschód, Bydgoszcz Brdyujście, Bydgoszcz Łęgnowo i inne.
Osobnym zagadnieniem związanym z rangą bydgoskiego węzła kolejowego była lokalizacja Dyrekcji Kolei Wschodniej w Bydgoszczy. Była to pierwsza państwowa dyrekcja kolei w Polsce, w Europie i na świecie. W zasięgu działania Dyrekcji (według stanu na koniec 1894) czynnych było 4833 km linii kolejowych na obszarze sięgającym od Berlina po Białystok i Kłajpedę.
Dyrekcja od 1852 przejęła nadzór nad wszystkimi zagadnieniami dotyczącymi rozbudowy i eksploatacji kolei we wschodnich prowincjach Prus. Jako pierwsza na ziemiach polskich zajmowała się również rozliczaniem przewozów międzynarodowych (od 1875).
Dyrekcja Kolei Wschodniej w Bydgoszczy była najważniejszą i najbardziej prestiżową instytucją, jaka została zlokalizowana w Bydgoszczy w II połowie XIX wieku.
W 1889 oddano dla tej instytucji nowy gmach, który należał do najbardziej okazałych budynków użyteczności publicznej, jaki wzniesiono w Bydgoszczy w okresie pruskim.
W 1895 w wyniku reorganizacji kolejnictwa pruskiego powstały kolejne dyrekcje kolei państwowych w Gdańsku, Poznaniu i Królewcu, a obszar zarządzania przez dyrekcję bydgoską zmniejszył się.

## Okres międzywojenny
Powrót Bydgoszczy w obręb państwa polskiego zmienił zasadniczo warunki funkcjonowania węzła kolejowego. Dotychczasowe, rozbudowane połączenia kolejowe z Berlinem straciły na znaczeniu, na rzecz połączeń w kierunku południkowym do centrum kraju oraz do Gdańska.
Od połowy lat 20. rozpoczęto budowę magistrali węglowej, w której najważniejsze znaczenie miały mieć węzły kolejowe w Zduńskiej Woli, Inowrocławiu i Bydgoszczy.
Skutkiem budowy magistrali węglowej – największej inwestycji komunikacyjnej II Rzeczypospolitej była m.in. rozbudowa węzła bydgoskiego o wschodnią i północną obwodnicę kolejową (dwutorową) Bydgoszczy z Nowej Wsi Wielkiej do Maksymilianowa.
Prace na odcinku bydgoskim prowadzono w dwu etapach. Odcinek północny Kapuściska Małe – Maksymilianowo (11 km) wykonano od jesieni 1927 do wiosny 1928.
Odcinek południowy Nowa Wieś Wielka – Kapuściska Małe (21,3 km) wybudowano w okresie od lata 1928 do końca 1930, kiedy to otwarto całą linię na odcinku bydgoskim i północnym do Gdyni. Prace wykonywano w większości ręcznie z niewielkim wykorzystaniem maszyn (eskawatorów). Kilka tysięcy robotników pracowało dniem i nocą na trzy zmiany.
Najtrudniejszym i najdroższym obiektem inżynierskim na całej linii był most na Brdzie, który ukończono w 1930.
Inwestycja prowadzona początkowo wyłącznie przez Polskie Koleje Państwowe, później została dokończona przez prywatne Francusko-Polskie Towarzystwo Kolejowe (od 1931), które otrzymało 45-letnią koncesję.
W Bydgoszczy oprócz mostu wybudowano dworzec Kapuściska Tranzytowe, 6 wiaduktów nad drogami kołowymi i torami kolejowymi (w tym największy na całej linii w Maksymilianowie), usunięto uciążliwy przejazd kolejowy na ul. Gdańskiej.
Skorygowano również przebieg istniejącej linii kolejowej na północnych obrzeżach miasta odsuwając ja na północ i umożliwiając zabudowę osiedla Leśnego.
Siedziba Zarządu Budowy (do 320 osób, z tego 120 w biurze przy Placu Wolności) znajdowała się w Bydgoszczy. Od 1937 w budynku dawnej dyrekcji kolei znalazła się również dyrekcja Francusko-Polskiego Towarzystwa Kolejowego, które zajmowało się eksploatacją tej linii.
Budowa magistrali węglowej umocniła znaczenie węzła bydgoskiego. Linia ta spoiła Bydgoszcz z południem i centrum kraju i utrwaliła pozycję węzła bydgoskiego jako przedbramia portów w Gdańsku i Gdyni.
Zmiana przynależności politycznej spowodowała natomiast likwidację w Bydgoszczy Pruskiej Okręgowej Dyrekcji Kolei. Jej miejsce do 1 grudnia 1921 zajmowała Okręgowa Dyrekcja Kolei (dla obszaru całego polskiego Pomorza i obszaru Wolnego Miasta Gdańska), która następnie w myśl postanowień traktatu wersalskiego została przeniesiona do Gdańska. W Bydgoszczy pozostał jedynie Wydział Kontroli Dochodów. Od 1922 w dawnym gmachu dyrekcji kolei mieściło się Biuro Rozrachunków PKP, a w latach 1927–1932 także agendy Radomskiej DOKP.
Natomiast od 1 lutego 1933 w związku z żądaniami senatu Wolnego Miasta Gdańska usunięcia z obszaru miasta agend zarządzania liniami kolejowymi znajdującymi się na obszarze Polski – do Bydgoszczy przeniesiono ponownie Wydział DOKP handlowo-taryfowy, prawny, zasobów oraz sanitarny. Do Torunia trafiły natomiast: prezydium, wydział ruchu, mechaniczny, drogowy, personalny, finansowy oraz kasa główna.
W okresie międzywojennym w miejscu dawnego Urzędu Ekspedycji Pocztowej (ul. Zygmunta Augusta 3) zbudowano Urząd Pocztowy Bydgoszcz 2. Budowę prowadzono w latach 1936–1937 według projektu Putermana-Sadłowskiego.
W zakresie sieci wąskotorowych Bydgoskiej Kolei Powiatowej nie zaszły w okresie międzywojennym żadne większe zmiany. Sieć BKP posiadała ponad 115 km torów, z których odcinek Bydgoszcz-Koronowo oprócz przewozów towarowych cieszył się powodzeniem w ruchu osobowym, również turystycznym. Dla odmiany odcinek biegnący przez Maksymilianowo był raczej odcinkiem o przeważającym ruchu towarowym.
W latach 20. po przejściu BKP w polskie ręce zlikwidowano odznaczający się słabym zainteresowaniem odcinek z Gościeradza do Witoldowa.

## Okres powojenny
W okresie wojny i okupacji kolejarze bydgoscy odegrali ważną rolę, nie dopuszczając do wysadzenia mostów (mostu Królowej Jadwigi, kolejowych) i zniszczenia urządzeń kolejowych, unieruchomili również pociągi mające wywieźć zdemontowane maszyny i urządzenia do Rzeszy.
Trwałemu zniszczeniu uległ jedynie most prowadzący kolej wąskotorową w Smukale.
W 1945 Bydgoszcz była przejściową siedzibą Dyrekcji Okręgowych Kolei Państwowych w Gdańsku, a w latach następnych siedzibą Rejonowej Dyrekcji Kolei Państwowych. Ma tu również swoją siedzibę Centralne Biuro Rozrachunków Zagranicznych PKP, które przejęło wszystkie rozliczenia dotyczące obrotów wagonów w komunikacjach międzynarodowych na terenie całego kraju.
W 1946 w bydgoskim węźle kolejowym przyjęto 0,5 mln ton towarów, w 1960 – 4,4 mln, a w 1976 – 7,6 mln ton. Wielkość przewozów pasażerskich sięgnęła w 1970 8 mln osób. W 1975 dojeżdżało codziennie do pracy w Bydgoszczy 26,5 tys. osób, z czego 2/3 komunikacją PKP. W tym roku przez dworzec Bydgoszcz Główna przejeżdżało dziennie 109 pociągów, z tego 96 osobowych. W 1968 przebudowano budynek dworca głównego nadając mu współczesną formę. Wykonano również przejście podziemne do dworca pod ul. Zygmunta Augusta. W połowie lat 60. XX w. dokonano zmiany przebiegu odcinka Bydgoszcz Główna – Bydgoszcz Bielawy, likwidując uciążliwy przejazd kolejowy na ul. Gdańskiej.
W latach 60. XX w. dokonano elektryfikacji magistrali węglowej na całej długości. Odcinek południowy zelektryfikowano do listopada 1965. Trakcję do Bydgoszczy dociągnięto w październiku 1967, a do 22 lipca 1969 zelektryfikowana została cała linia aż do Gdańska.
W latach 80. XX w. zelektryfikowano drugą linię znaczenia państwowego przebiegającą przez Bydgoszcz – linię nr 18 Piła – Bydgoszcz – Toruń – Włocławek – Kutno. Elektryfikację odcinka Bydgoszcz Wschód – Toruń Główny ukończono w 1984, a z Bydgoszcz Głównej do Piły w 1989. Do 31 maja 1984 zelektryfikowano również linię Bydgoszcz Wschód – Bydgoszcz Fordon.
W 1949 połączono sieci kolei wąskotorowych: wyrzyskich i bydgoskich, które funkcjonowały odtąd jako Bydgosko-Wyrzyskie Koleje Dojazdowe. Nie używano już odcinka biegnącego przez Maksymilianowo do Włók, który rozebrano w latach 50. W 1969 z powodu niezadowalającej rentowności zlikwidowano odcinek z Bydgoszczy do Morzewca, co przerwało komunikację z Koronowem.
W 2002 przeznaczono wyłącznie dla ruchu towarowego odcinek linii nr 201 Nowa Wieś Wielka – Bydgoszcz Wschód Towarowa. Z kolei w 2004 roku zlikwidowano połączenia pasażerskie do Poznania przez Szubin, Kcynię, Wągrowiec.

## Mapa

Mapa Bydgoskiego Węzła Kolejowego na przestrzeni lat